# Ronde van Qatar 2002
De Ronde van Qatar 2002 was de eerste editie van de meerdaagse wielerwedstrijd die in Qatar werd gehouden. Deze editie van de Ronde van Qatar vond plaats van 21 tot en met 25 januari. De organisatie was in handen van Amaury Sport Organisation. In totaal gingen 120 renners van start, van wie 99 de eindstreep bereikten op 25 januari. De wedstrijd werd georganiseerd door de Amaury Sport Organisation (ASO), eveneens organisator van de Ronde van Frankrijk, en is het geesteskind van sjeik Hamad bin Khalifa al-Thani, the emir van Qatar.

## Startlijst
Er namen vijftien ploegen deel.
| Domo-Farm Frites | Team Deutsche Telekom | Okto-San Quentin | Tacconi Sport - Vini Caldirola |
| Team Fakta       | BigMat-Auber 93       | Acqua & Sapone   | Team Colpack - Astro           |
| Team CSC         | Bonjour               | Alexia Alluminio | BankGiro Loterij-Batavus       |
| Team Coast       | La Française des Jeux | Lampre-Daikin    |                                |

## Etappe-overzicht
| etappe | datum      | start                | finish | afstand | winnaar           | klassementsleider  |
| ------ | ---------- | -------------------- | ------ | ------- | ----------------- | ------------------ |
| 1e     | 21 januari | Doha                 | Doha   | 117 km  | Ivan Quaranta     | Ivan Quaranta      |
| 2e     | 22 januari | Al Zubarah           | Doha   | 131 km  | Damien Nazon      | Magnus Bäckstedt   |
| 3e     | 23 januari | Cameldrome           | Doha   | 179 km  | Thorsten Wilhelms | Luciano Pagliarini |
| 4e     | 24 januari | Rus Laffa            | Doha   | 125 km  | Alberto Loddo     | Damien Nazon       |
| 5e     | 25 januari | Sealine Beach Resort | Doha   | 23 km   | Thorsten Wilhelms | Thorsten Wilhelms  |

## Etappe-uitslagen

### 1e etappe
| Doha – Doha (171 km) |                    |                       |          |
| Plaats               | Naam               | Ploeg                 | Tijd     |
| Winnaar              | Ivan Quaranta      | Alexia Alluminio      | 2u43'44" |
| 2                    | Luciano Pagliarini | Lampre-Daikin         | z.t.     |
| 3                    | Jean-Patrick Nazon | La Française des Jeux | z.t.     |

| Algemeen klassement |                    |                  |          |
| Plaats              | Naam               | Ploeg            | Tijd     |
| Gele trui           | Ivan Quaranta      | Alexia Alluminio | 2u43'38" |
| 2                   | Magnus Bäckstedt   | Team Fakta       | z.t.     |
| 3                   | Luciano Pagliarini | Lampre-Daikin    | + 2"     |

### 2e etappe
| Al Zubarah – Doha (131 km) |                   |                 |          |
| Plaats                     | Naam              | Ploeg           | Tijd     |
| Winnaar                    | Damien Nazon      | Bonjour         | 3u04'16" |
| 2                          | Jeremy Hunt       | Bigmat.Auber 93 | z.t.     |
| 3                          | Thorsten Wilhelms | Team Coast      | z.t.     |

| Algemeen klassement |                    |               |          |
| Plaats              | Naam               | Ploeg         | Tijd     |
| Gele trui           | Magnus Bäckstedt   | Team Fakta    | 5u47'50" |
| 2                   | Luciano Pagliarini | Lampre-Daikin | + 2"     |
| 3                   | Damien Nazon       | Bonjour       | + 4"     |

### 3e etappe
| Cameldrome – Doha (179 km) |                    |                 |          |
| Plaats                     | Naam               | Ploeg           | Tijd     |
| Winnaar                    | Thorsten Wilhelms  | Team Coast      | 4u26'37" |
| 2                          | Allan Bo Andresen  | Team Fakta      | z.t.     |
| 3                          | Christophe Capelle | Bigmat.Auber 93 | z.t.     |

| Algemeen klassement |                    |               |           |
| Plaats              | Naam               | Ploeg         | Tijd      |
| Gele trui           | Luciano Pagliarini | Lampre-Daikin | 10u14'27" |
| 2                   | Magnus Bäckstedt   | Team Fakta    | z.t.      |
| 3                   | Damien Nazon       | Bonjour       | + 1"      |

### 4e etappe
| Rus Laffa – Doha (125 km) |                   |               |          |
| Plaats                    | Naam              | Ploeg         | Tijd     |
| Winnaar                   | Alberto Loddo     | Lampre-Daikin | 2u29'00" |
| 2                         | Damien Nazon      | Bonjour       | z.t.     |
| 3                         | Thorsten Wilhelms | Team Coast    | z.t.     |

| Algemeen klassement |                   |            |           |
| Plaats              | Naam              | Ploeg      | Tijd      |
| Gele trui           | Damien Nazon      | Bonjour    | 10u14'27" |
| 2                   | Thorsten Wilhelms | Team Coast | + 1"      |
| 3                   | Magnus Bäckstedt  | Team Fakta | + 6"      |

### 5e etappe
| Sealine Beach Resort – Doha (123,5 km) |                    |                         |          |
| Plaats                                 | Naam               | Ploeg                   | Tijd     |
| Winnaar                                | Thorsten Wilhelms  | Team Coast              | 3u18'22" |
| 2                                      | Rudi Kemna         | Bankgiroloterij-Batavus | z.t.     |
| 3                                      | Luciano Pagliarini | Lampre-Daikin           | z.t.     |

## Eindklassementen

### Algemeen klassement
| Plaats    | Naam               | Ploeg                        | Tijd      |
| --------- | ------------------ | ---------------------------- | --------- |
| Gele trui | Thorsten Wilhelms  | Team Coast                   | 16u01'35" |
| 2         | Damien Nazon       | Bonjour                      | + 5"      |
| 3         | Rudi Kemna         | Bankgiroloterij-Batavus      | + 14"     |
| 4         | Magnus Bäckstedt   | Team Fakta                   | z.t.      |
| 5         | Laurent Jalabert   | CSC-Tiscali                  | + 19"     |
| 6         | Christophe Mengin  | La Française des Jeux        | + 20"     |
| 7         | Christophe Capelle | Bigmat.Auber 93              | + 22"     |
| 8         | Guido Trenti       | Acqua e Sapone-Cantina T.    | + 23"     |
| 9         | Gianluca Bortolami | Tacconi Sport-Vini Caldirola | z.t.      |
| 10        | Alexandre Chouffe  | Saint-Quentin-Oktos          | + 24"     |

### Puntenklassement
| Plaats     | Naam              | Ploeg                   | Punten |
| ---------- | ----------------- | ----------------------- | ------ |
| Witte trui | Thorsten Wilhelms | Team Coast              | 141    |
| 2          | Damien Nazon      | Bonjour                 | 102    |
| 3          | Rudi Kemna        | Bankgiroloterij-Batavus | 96     |

### Jongerenklassement
| Plaats           | Naam                      | Ploeg              | Tijd      |
| ---------------- | ------------------------- | ------------------ | --------- |
| Lichtblauwe trui | Vladimir Smirnov          | Team Colpack-Astro | 16u01'59" |
| 2                | Andrej Kasjetsjkin        | Domo-Farm Frites   | + 24"     |
| 3                | Christoph von Kleinsorgen | Team Coast         | + 46"     |

### Ploegenklassement
| Plaats | Ploeg                        | Tijd      |
| ------ | ---------------------------- | --------- |
|        | Team Coast                   | 48u05'57" |
| 2      | Domo-Farm Frites             | + ??"     |
| 3      | Tacconi Sport-Vini Caldirola | + ??"     |

## Klassementsleiders
| Etappe      | Winnaar           | Algemeen           | Punten            | Jongere            | Ploegen        |
| 1           | Ivan Quaranta     | Ivan Quaranta      | Ivan Quaranta     | Luciano Pagliarini | Acqua & Sapone |
| 2           | Damien Nazon      | Magnus Bäckstedt   | Thorsten Wilhelms | Luciano Pagliarini | Acqua & Sapone |
| 3           | Thorsten Wilhelms | Luciano Pagliarini | Thorsten Wilhelms | Luciano Pagliarini | Team Coast     |
| 4           | Alberto Loddo     | Damien Nazon       | Thorsten Wilhelms | Vladimir Smirnov   | Team Coast     |
| 5           | Thorsten Wilhelms | Thorsten Wilhelms  | Thorsten Wilhelms | Vladimir Smirnov   | Team Coast     |
| Eindstanden | Eindstanden       | Thorsten Wilhelms  | Thorsten Wilhelms | Vladimir Smirnov   | Team Coast     |

## Uitvallers

### 3e etappe
- Michael Blaudzun (CSC Tiscali)
- Mauro Radaelli (Tacconi Sport-Vini Caldirola)

### 4e etappe
- Ivan Quaranta (Alexia Alluminio)

### 5e etappe
- Arnaud Prétot (St Quentin-Oktos)
- Jean Nuttli (St Quentin-Oktos)
- Denis Lunghi (Team Colpack-Astro)
- Manu L'hoir (Team Fakta)
- Jan van Velzen (Bankgiroloterij-Batavus)
- Nicolas Liboreau (Bigmat.Auber 93)
- Benjamin Levecot (Bigmat.Auber 93)
- Miguel Martin Perdiguero (Acqua e Sapone-Cantina Tollo)
- Daniele Bennati (Acqua e Sapone-Cantina Tollo)
- Gabriele Colombo (Acqua e Sapone-Cantina Tollo)
- Fabrice Salanson (Bonjour)
- Bekim Christensen (Team Coast)
- Alberto Loddo (Lampre-Daikin)
- Piotr Wadecki (Domo-Farm Frites)
- Kevin Livingston (Team Deutsche Telekom)
- Torsten Hiekmann (Team Deutsche Telekom)
- Gian Matteo Fagnini (Team Deutsche Telekom)

2002 · 
2003 · 
2004 · 
2005 · 
2006 · 
2007 · 
2008 · 
2009 · 
2010 · 
2011 · 
2012 · 
2013 · 
2014 · 
2015 · 
2016